# Rhodeus laoensis
Rhodeus laoensis is een straalvinnige vissensoort uit de familie van de eigenlijke karpers (Cyprinidae). De wetenschappelijke naam van de soort is voor het eerst geldig gepubliceerd in 1998 door Kottelat, Doi & Musikasinthorn.